# Бавун-оол, Уин-оол Андреевич
Уин-оол Андреевич Бавун-оол (19 мая 1927 года, село Элегест, Тувинская Народная Республика — 6 февраля 1992 года, Тувинская АССР) — чабан колхоза имени С. К. Тока Тандынского района, Тувинская АССР. Герой Социалистического Труда (1971).

## Биография
Родился в 1927 году в семье чабана в селе Элегест. Получил начальное образование в местной школе. Помогал своему отцу пасти овец. После вхождения Тувы в состав СССР вступил в колхоз имени С. К. Тока Тандынского района (сегодня — Тандинский кожуун), в котором трудился чабаном.
В 1970 году вырастил в среднем по 128 ягнят от каждой сотни овцематок. Указом Президиума Верховного Совета СССР от 8 апреля 1971 года удостоен звания Героя Социалистического Труда за «выдающиеся успехи, достигнутые в развитии сельскохозяйственного производства и выполнении пятилетнего плана продажи государству продуктов земледелия и животноводства» с вручением ордена Ленина и золотой медали «Серп и Молот» (№ 13489).
Умер в феврале 1992 года. Похоронен на кладбище села Хову-Аксы Чеди-Хольского кожууна.
Память
- Его именем названа средняя школа в его родном селе Элегест.